# Diocesi di Sibu
La diocesi di Sibu (in latino Dioecesis Sibuensis) è una sede della Chiesa cattolica in Malaysia suffraganea dell'arcidiocesi di Kuching. Nel 2022 contava 130.400 battezzati su 893.000 abitanti. È retta dal vescovo Joseph Hii Teck Kwong.

## Territorio
La diocesi comprende parte dello stato malese di Sarawak.
Sede vescovile è la città di Sibu, dove si trova la cattedrale del Sacro Cuore di Gesù.
Il territorio è suddiviso in 12 parrocchie.

## Storia
La diocesi è stata eretta il 22 dicembre 1986 con la bolla Adoranda Christi di papa Giovanni Paolo II, ricavandone il territorio dall'arcidiocesi di Kuching e dalla diocesi di Miri.

## Cronotassi dei vescovi
Si omettono i periodi di sede vacante non superiori ai 2 anni o non storicamente accertati.
- Dominic Su Haw Chiu (22 dicembre 1986 - 24 dicembre 2011 dimesso)
- Joseph Hii Teck Kwong, dal 24 dicembre 2011

## Statistiche
La diocesi nel 2022 su una popolazione di 893.000 persone contava 130.400 battezzati, corrispondenti al 14,6% del totale.
| anno | popolazione | popolazione | popolazione | presbiteri | presbiteri | presbiteri | presbiteri                | diaconi | religiosi | religiosi | parrocchie |
| anno | battezzati  | totale      | %           | numero     | secolari   | regolari   | battezzati per presbitero | diaconi | uomini    | donne     | parrocchie |
| ---- | ----------- | ----------- | ----------- | ---------- | ---------- | ---------- | ------------------------- | ------- | --------- | --------- | ---------- |
| 1990 | 63.000      | 545.000     | 11,6        | 14         | 14         |            | 4.500                     |         |           |           | 12         |
| 1999 | 84.900      | 650.000     | 13,1        | 20         | 13         | 7          | 4.245                     |         | 10        | 26        | 12         |
| 2000 | 85.500      | 660.000     | 13,0        | 25         | 18         | 7          | 3.420                     |         | 10        | 26        | 12         |
| 2001 | 88.000      | 690.000     | 12,8        | 18         | 13         | 5          | 4.888                     |         | 8         | 26        | 12         |
| 2002 | 90.000      | 700.000     | 12,9        | 21         | 15         | 6          | 4.285                     |         | 9         | 24        | 11         |
| 2003 | 90.000      | 723.000     | 12,4        | 20         | 15         | 5          | 4.500                     |         | 8         | 20        | 11         |
| 2004 | 90.000      | 720.000     | 12,5        | 16         | 12         | 4          | 5.625                     |         | 7         | 24        | 11         |
| 2010 | 109.944     | 790.000     | 13,9        | 19         | 13         | 6          | 5.786                     |         | 9         | 21        | 11         |
| 2014 | 100.000     | 810.000     | 12,3        | 21         | 11         | 10         | 4.761                     |         | 18        | 14        | 12         |
| 2017 | 125.254     | 860.000     | 14,6        | 15         | 11         | 4          | 8.350                     |         | 13        | 15        | 12         |
| 2020 | 129.000     | 886.565     | 14,6        | 21         | 11         | 10         | 6.142                     |         | 33        | 14        | 12         |
| 2022 | 130.400     | 893.000     | 14,6        | 21         | 11         | 10         | 6.209                     |         | 31        | 14        | 12         |